# Sant Jaume de Codonyet
Sant Jaume de Codonyet és una església del municipi de Montmajor (Berguedà) sufragània de Santa Maria de Sorba, al nucli de Sorba, Montmajor, Berguedà. És una església dedicada al culte catòlic i és d'estil neoclàssic. Sant Jaume de Codonyet està inventariada com a edifici patrimoni immoble amb el número IPAC-3498, no està protegit, però està en bon estat de conservació.

## Ubicació
Sant Jaume de Codonyet està situada a l'extrem nord-oriental de la parròquia de Sorba, al municipi de Montmajor, al límit territorial amb Navès. Està molt a prop dels masos Jordana i Ca l'Agut.

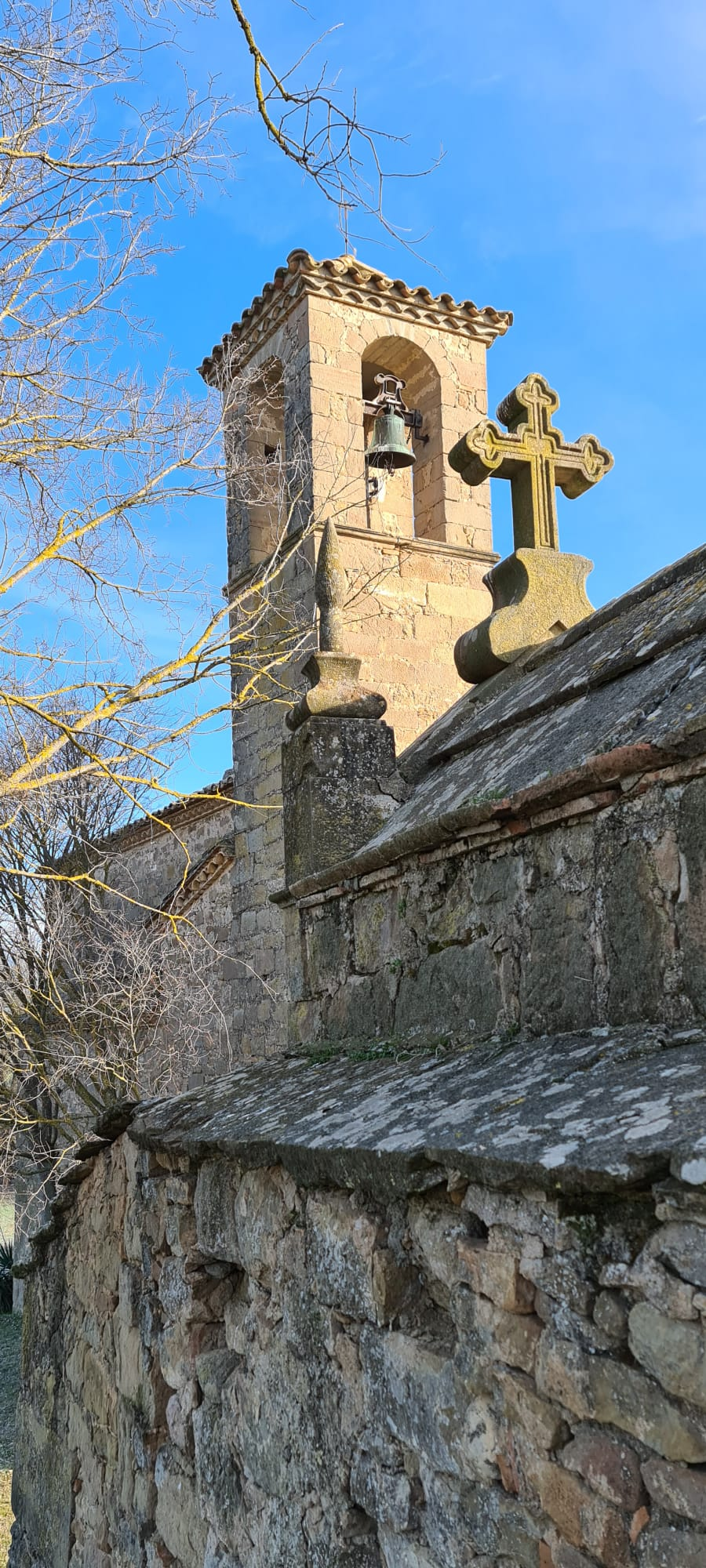
Campanar

## Descripció
El temple de Sant Jaume de Codonyet té una única nau que està coberta a doble vessant i està orientada cap a l'est i té un campanar de planta quadrada adossat a la façana de l'oest. El campanar té quatre obertures amb arcs de mig punt adovellats i està cobert per quatre vessants. La façana és del 1834 quan se li va posar una porta que té una llinda de pedra d'una única peça, una creu i la data en què es va construir. Al damunt d'aquesta llinda hi ha un frontó en forma de triangle. Al centre de la façana hi ha un petit òcul coronat per una creu que il·lumina l'interior del temple.
L'altar major de l'església està dedicat a Sant Jaume i data del segle XIX; fou restaurat després de la Guerra Civil Espanyola i té dues fornícules laterals amb imatges de Sant Marc i Sant Isidre. Al temple també hi ha pintures i exvots. El cementiri que hi ha davant l'església hi ha tombes dels veïns difunts de les cases veïnes: ca l'Agut,la caseta de l'Agut, cal Jordana, Comabella, ca l'Oucovat, cal Passavant, Duocastella (Navès) i Comabella (Navès).

## Història
Sant Jaume de Codonyet tenia com a patró al principi a Sant Cugat i depenia, com Sorba i Gargallà del monestir de Santa Maria de Ripoll. En el testament del comte Borrell II datat del 993 cedí al monestir ripollenc Codonyet i la seva església (alaudes de Codoniero cum suos terminos et cm ipsa Ecclesia et decmis et primitiis ad integrum). El 999 això fou ratificat pel comte Miró. Es creu que Sant Cugat de Codonyet estava vinculat a la parròquia de Santa Maria de Sorba i que a l'edat moderna canvià la seva advocació i es dedicà a Sant Jaume, que és el seu patró actual. El 1345 Sant Jaume de Codonyet era una parròquia, cosa que és confirmada per les sepultures de pedra que hi ha al seu cementiri. Sant Jaume de Codonyet és esmentada com a sufragària de l'església parroquial de Santa Maria de Sorba, l'any 1757, quan el rector de Sorba, mossèn Carles Miralles, redactà la consueta. A finals del segle xviii l'església centrava un petit nucli de set cases.

## Culte
A Sant Jaume de Codonyet s'hi celebra la missa el diumenge posterior al dia de Sant Jaume i el dia de la seva patrona, la Mare de Déu del Carme.